# エモシ・トゥキリ
エモシ・トゥキリ（Emosi Tuqiri、2000年12月28日 - ）は、スーパーラグビー・パシフィックフィジアン・ドゥルアに所属するラグビーユニオン選手。

## プロフィール
- フィジー・ナマタクラ（英語版）出身[1]。
- ポジションはプロップ(PR)。
- 身長 194cm、体重 120kg
- U20フィジー代表に選ばれたことがある[2]。

## 略歴
ブラザーズRC、レベルズを経て、2022年、フィジアン・ドゥルアに加入。
2023年9月、ラグビーワールドカップ2023のフィジー代表に追加召集された。